# Tripundra

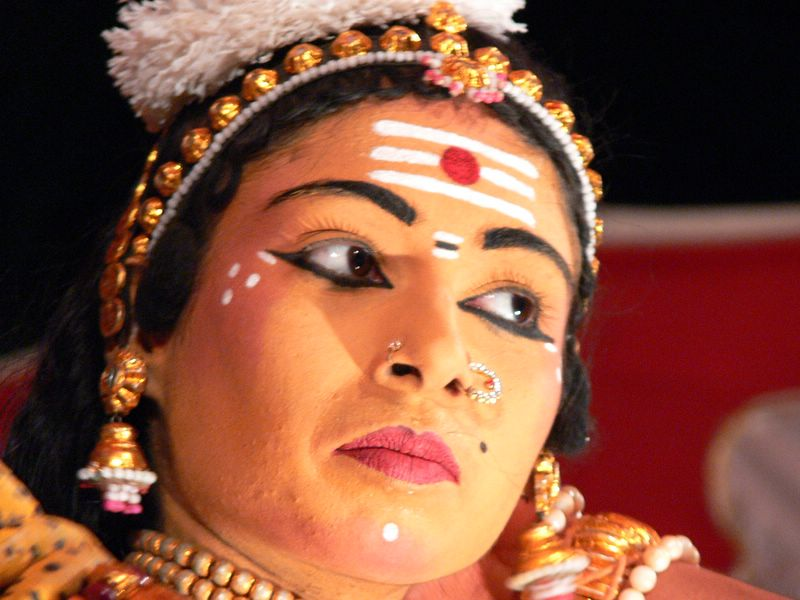
Danseuse avec le tripundra sur le front

Tripundra (en sanskrit = 3 points) est un signe shivaïte. Il se compose de 3 lignes horizontales de vibhuti (cendre sacrée) sur le front d'un fidèle, souvent avec un point (bindu) en tant que symbole du troisième œil. On le trouve aussi parfois sur des objets de culte tels que le lingam.
Les trois lignes représentent les trois liens à détruire qui emprisonnent l'âme dans son incarnation : anava (ego, sensation du moi exacerbée), kama (acte, enchaînement des actes liés au désir) et maya (illusion, croyance que son Soi n'est qu'un corps et un mental éphémères, s'attacher au choses transitoires). La cendre sacrée, faite de bouse de vache brûlée, est un rappel du caractère temporaire du corps physique et de l'urgence d'œuvrer à la réalisation spirituelle et ainsi que de la proximité de Dieu.